# Figowiec pospolity

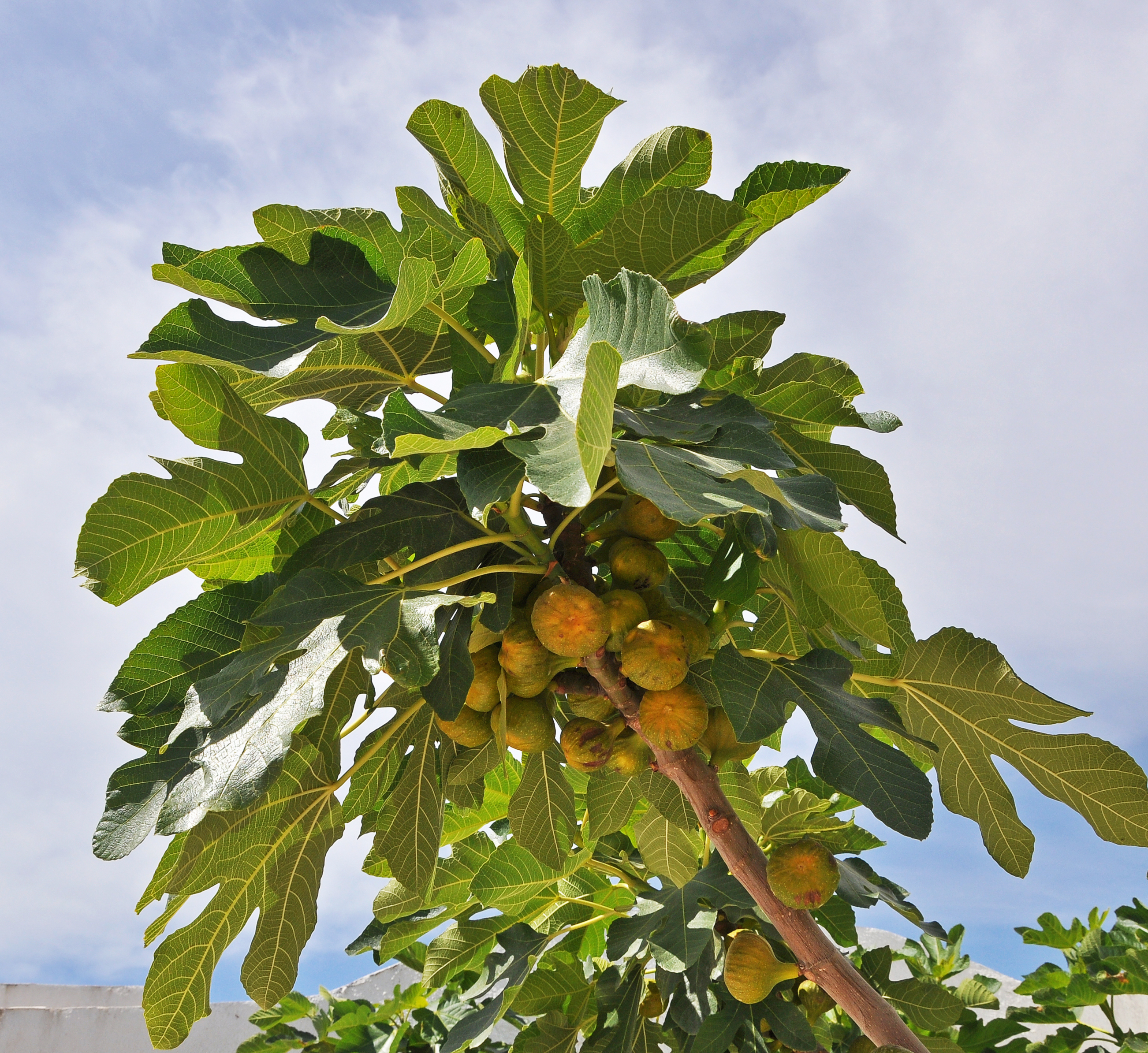
Gałązka z owocostanami

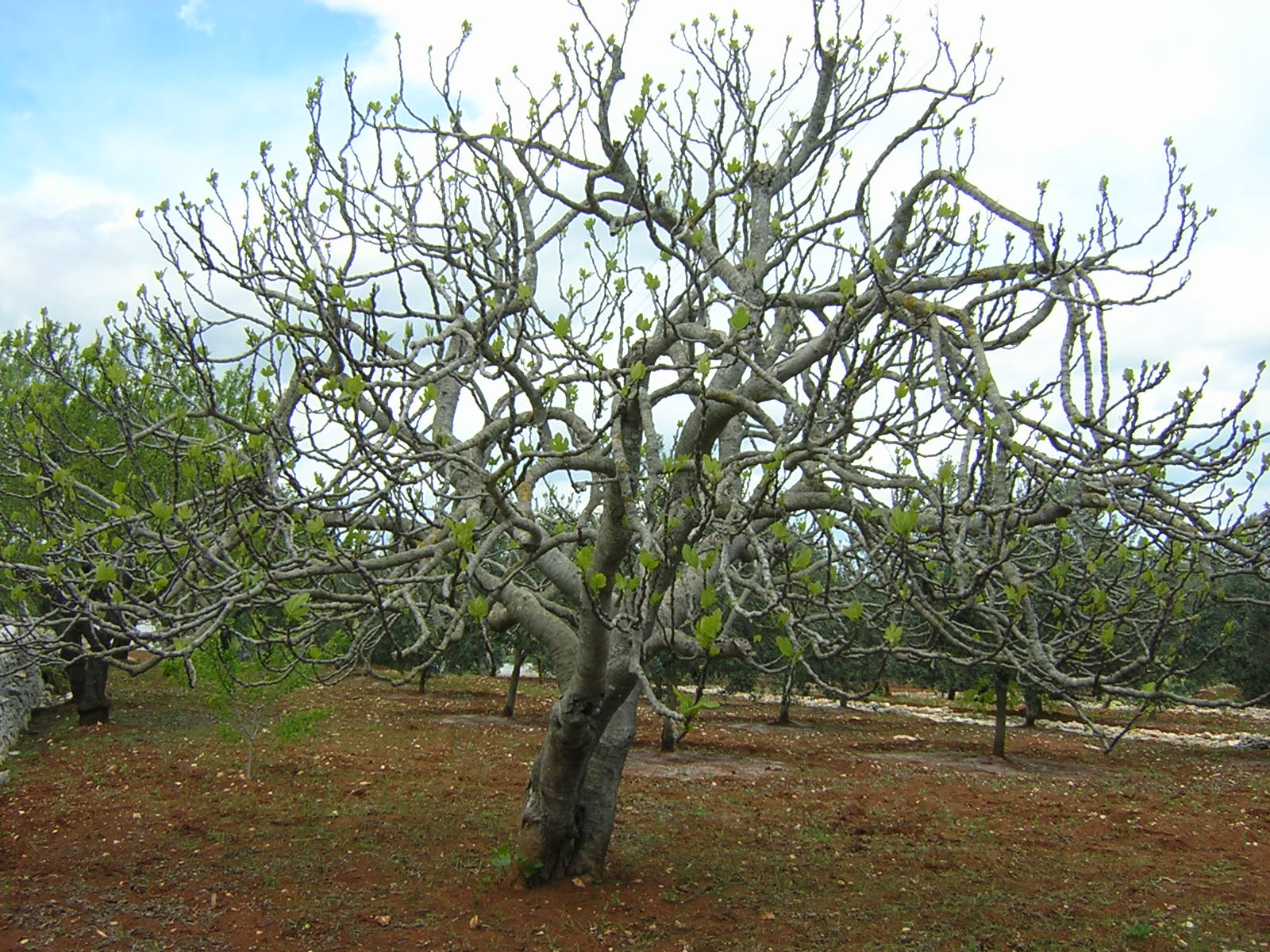
Pokrój

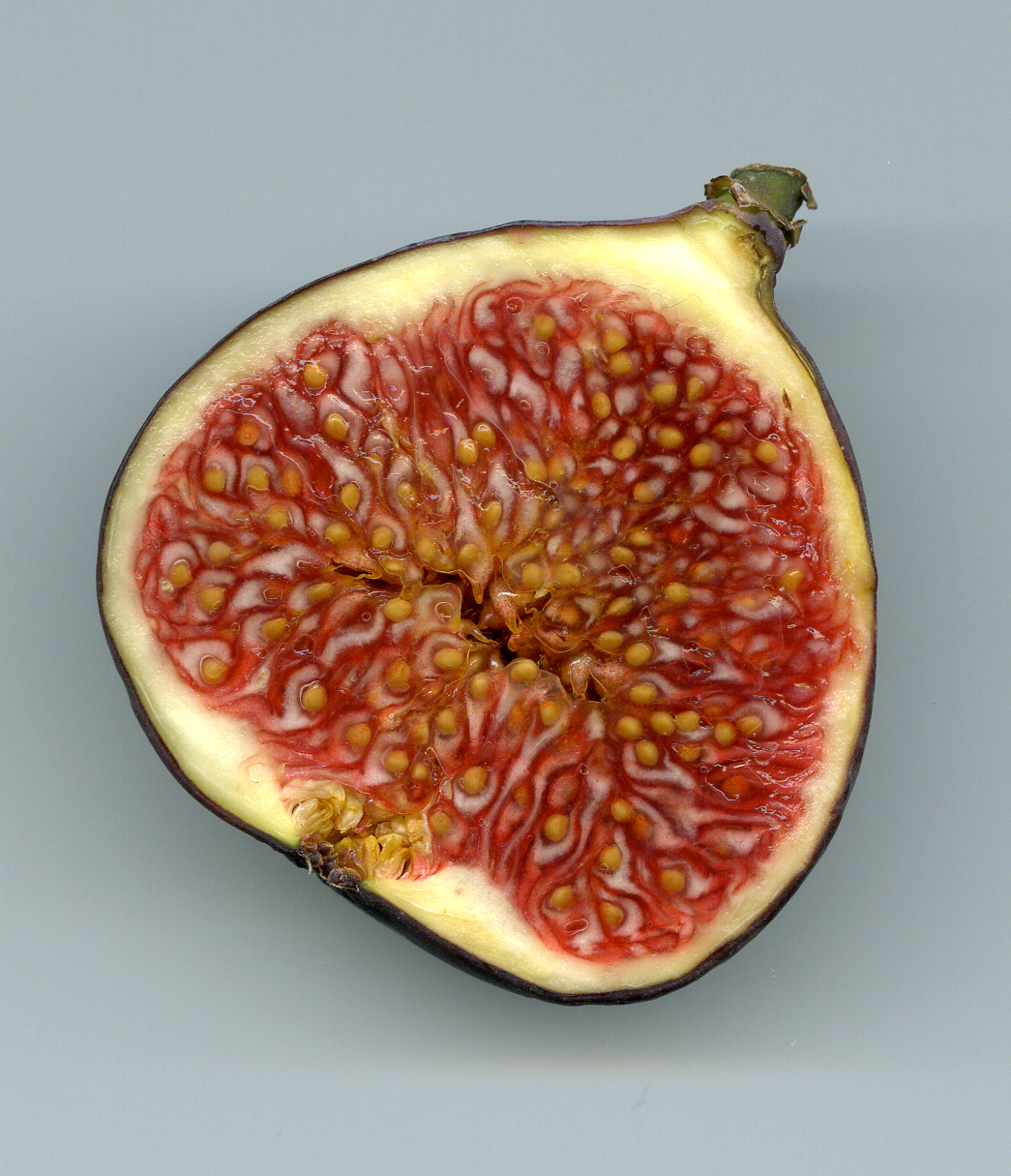
Przekrój przez świeży owocostan

Figowiec pospolity  (Ficus carica L.), zwany też figą pospolitą, figą karyjską, drzewem figowym lub figowcem owocowym – gatunek drzewa lub krzewu należący do rodziny morwowatych. 

## Zasięg geograficzny
Rodzimy obszar jego występowania obejmował tereny państw: Algieria, Maroko, Tunezja, Afganistan, Cypr, Egipt (Synaj), Iran, Irak, Izrael, Jordania, Liban, Syria, Turcja, Gruzja, Azerbejdżan, Tadżykistan, Turkmenistan, Pakistan, Grecja, Włochy, Francja i Hiszpania. Samorzutnie, jako gatunek zawleczony lub introdukowany rozprzestrzenił się i obecnie rośnie dziko także w Makaronezji, Australii, USA, Ekwadorze, niektórych krajach Europy. Jest uprawiany w licznych krajach o ciepłym klimacie, zwłaszcza w obszarze tropikalnym i subtropikalnym. W Polsce gatunek ma status efemerofita – gatunku przejściowo dziczejącego.

## Morfologia
PokrójDwupienne drzewa, osiągające do 10 m wysokości, o pokładających się gałęziach. Czasami jest to krzew z odrostami.
PieńKorowina jasnoszara, gładka. Pędy grube, zielone lub szare i pokryte gruzełkami. Wszystkie części rośliny zawierają sok mleczny, którego jednym z głównych składników jest kauczuk.
LiścieOpadające, jednosezonowe. W zarysie okrągłe, dłoniasto-3-5-klapowe, o średnicy do 12 cm. Z wierzchu ciemnozielone, szorstkochropowate, od spodu gruczołkowato owłosione.
KwiatyOsadzone są na wewnętrznej ściance dzbankowatej, jakby wydrążonej, mięsistej, zgrubiałej osi kwiatostanowej (na rys. nr 1 to przekrój kwiatostanu). Rośliny żeńskie wytwarzają jedynie żeńskie kwiaty długoszyjkowe o jednym słupku, które są zdolne do wytwarzania nasion po zapyleniu i dają figi jadalne. Rośliny męskie w górnej części "dzbana" zawiązują pięć (najczęściej) kwiatów męskich o 5 pręcikach i 5-działkowym okwiecie, a pod nimi płone, krótkoszyjkowe, kwiaty żeńskie, zwane wyroślami.
OwoceSą to gruszkowatego kształtu owocostany orzeszkowe zawierające liczne orzeszki i nazywane są figami. To, co w języku potocznym nazywamy owocem figi, w rzeczywistości jest owocostanem rzekomym. Powstaje on w wyniku rozrośnięcia się osi kwiatostanu, która rozszerza się i wynicowuje, zawijając się do środka. Powstaje w ten sposób worek z wąskim ujściem na zewnątrz. Wewnątrz niego wyrastają  kwiaty, z których później powstają owoce. Właściwe figi powstają tylko z kwiatostanów żeńskich, z kwiatostanów męskich powstają nieprzydatne do spożycia kapryfigi, w środku puste, wypełnione tylko zeschłymi resztkami pyłku.

## Biologia i ekologia
Dziko rosnące figowce pospolite są roślinami dwupiennymi. Ich kwiaty zapylane są przez błonkówki z gatunku Blastophaga psenes. Błonkówki te w kwiatach figowca składają jaja, wylęgające się z nich larwy odżywiają się owocami. Odwiedzając kwiatostany zarówno drzew męskich, jak i żeńskich, błonkówka ta jest jedynym zapylaczem. Figowce pospolite uprawiane były bardzo dawno, ale owocowały nieregularnie i kapryśnie, ówcześni rolnicy nie znali bowiem mechanizmu ich zapylania. Na Dalekim Wschodzie uważano, że owoce figowców powstają bez udziału kwiatów, w sposób nadprzyrodzony. Dopiero Starożytni Grecy w IX wieku p.n.e. opracowali mechanizm sztucznego zapylania polegający na tym, że na drzewach żeńskich zawiesza się wiązki kwitnących gałązek drzewa męskiego zwanego caprificus. Stąd nazwa sztucznego zapylania figowców – kapryfikacja.
Obecnie w uprawie są dwie grupy odmian:
- dalmatyńskie – zawiązujące owocostany bez nasion, nie wymagające zapylenia (rozmnażają się przez partenokarpię),
- smyrneńskie – wymagające zapylenia naturalnego lub kapryfikacji[10].

Owocostany figowców stanowią pożywienie dla nietoperzy owocożernych i niektórych ptaków. Zwierzęta te w efekcie rozprzestrzeniają nasiona.

## Historia uprawy
Roślina uprawna, uprawiana już w epoce brązu. Figi były ważnym źródłem pożywienia w starożytnych cywilizacjach na Bliskim Wschodzie, liczne ich pestki odkryto wykopaliskach sprzed 5 tysięcy lat w Gezer. Pierwsze udokumentowane uprawy w Sumerze, a następnie w Egipcie (zachowały się płaskorzeźby przedstawiające zbiory fig z ok. 2500 r. p.n.e.), gdzie figowiec należał do jednych z ważniejszych upraw. W IX w. p.n.e. Grecy rozpoczęli uprawę figowca – początkowo na wyspach Morza Egejskiego, a potem rozpowszechnili ją w całym basenie Morza Śródziemnego. 

## Zastosowanie
Sztuka kulinarna
Głównym celem uprawy figowca pospolitego są jego owoce – figi. Nadają się do spożycia zarówno po przetworzeniu, jak i na surowo. Zaliczane są do bakalii i używane jako dodatek do ciast. W Polsce dostępne są głównie figi suszone i sprasowane, o charakterystycznej bursztynowej barwie. Takie suszone figi są bardzo trwałe – można je przechowywać nawet przez rok. Nadają się na przekąskę, na konfitury, dżemy i konserwy. Można z nich robić kompot. W Europie Południowej wytwarza się z nich wino figowe. Figi suszone i podprażone są wykorzystywane jako namiastka kawy. Ma ona lekko orzechowy smak.
Inne zastosowania
- Figowce często są sadzone w krajach, gdzie rosną jako rośliny wiatrochronne na skrajach plantacji winorośli[10].
- Drewno figowców jest twarde i zwarte, dzięki czemu w stolarstwie służy do wyrabiania detali toczonych.
- Medycyna ludowa: w krajach południowych zaleca się figi przy schorzeniach sercowo-naczyniowych i niedokrwistości. Konfitury i odwary z "owoców" medycyna ludowa zaleca na nieżyty żołądka i zaparcia. W Gruzji odwar z liści stosowany jest przy kaszlu i przeziębieniach, a sok mleczny do leczenia ran[10].
- W starożytności i średniowieczu sok z pędów figowca był używany do sporządzania spoiwa temperowego[12]

## Udział w kulturze

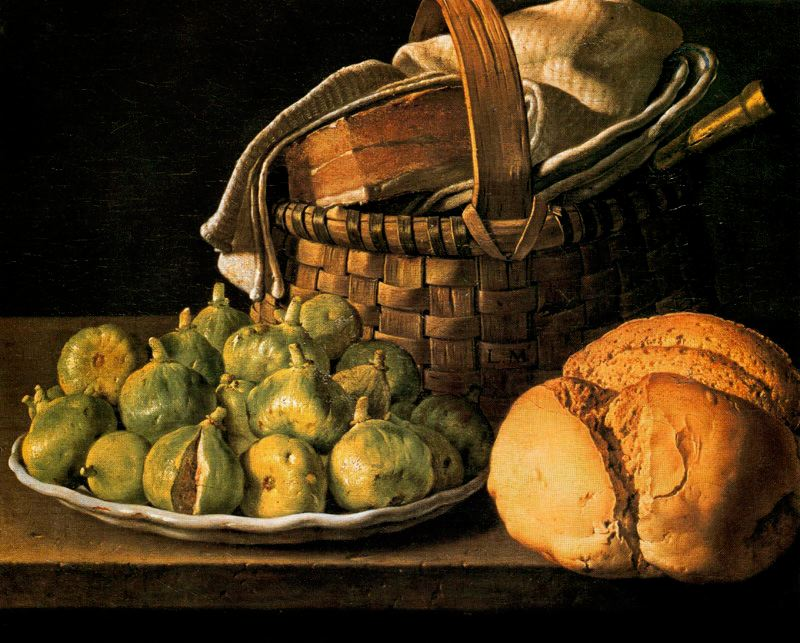
Martwa natura z figami i chlebem (ok. 1773)
Luis Meléndez Paryż, Luwr

- W Biblii figowiec pospolity wymieniony jest 70 razy. Np. w Księdze Rodzaju (3.1–3.24) jest tekst opisujący sytuację, gdy pierwsi ludzie, przebywając w raju, po skosztowaniu owocu z Drzewa Poznania Dobra i Zła uświadomili sobie, że są nadzy – spletli gałązki figowe i zrobili sobie z nich przepaski. Dlatego określenie "listek figowy" oznacza bardzo skromne, prowizoryczne okrycie, osłaniające coś bardzo wstydliwego[11].
- Gdy prorocy biblijni chcieli zobrazować coś najlepszego i najcenniejszego, powoływali się na owoce figi, a szczególnie na ich pierwszy zbiór, który dawał najsmaczniejsze owoce (I 28,4, J 24,1-10, Na 9,10)[11].
- Drzewo figowe i wspinająca się na nim winorośl były symbolem pomyślności i pokoju (Mi 4,3-4)[11].
- Zniszczenie drzew figowych podczas wojny lub przez szarańczę było jednym z największych nieszczęść w świecie starożytnym. Za ścięcie drzewa figowego Talmud Babiloński przewidywał karę śmierci[11].
- Nieznajomość mechanizmu zapylania figowca tłumaczy nieregularne jego owocowanie opisane w przypowieści Jezusa o drzewie figowym (np. Ewangelia Łukasza 13,6-9)[10].
- Nieznajomość mechanizmu zapylania figowców stała się przyczyną, że w Chinach figowiec nazywany jest „wu hua guo” – „owocem bez kwiatów”[10].
- Ateński prawodawca Solon zabronił eksportu produktów rolnych, a zwłaszcza fig, poza Attykę. Istniał tzw. sykofant, czyli donosiciel zawiadamiający władze o kradzieży fig ze świętych drzew lub o nielegalnym ich wywozie z kraju[10].